# 青木まな
青木 まな（あおき まな、1977年7月18日 - ）は、CBCテレビ（中部日本放送）の社員（報道部所属）で元アナウンサー。

## 来歴
千葉県浦安市生まれ。身長は163cm。立教女学院高校を経て立教大学法学部法学科卒業。
2000年にCBCへ入社。同期に元同局アナウンサーの石井亮次（2020年4月以降はジャパン・ミュージックエンターテインメント所属のフリーアナウンサー）がいる。また、同じ大学の出身者に同局アナウンサーの渡辺美香がいる（青木の先輩に当たる）。
アナウンサーを目指したきっかけは、元同局アナウンサーの槇徳子などに憧れていたからである。

## 人物
1997年ミス立教。学生時代の特技・趣味はジャズダンス。
学生時代、自分がやりたい職業を考えた上で、パソコンでのデータ入力作業をしていた時に蕁麻疹が出たことで「自分はデスクワークに向かない」と思い、その後テレビ局でアルバイトをしたところ「自分の進みたい仕事はこれ」と確信してマスコミ志望となったという。
2015年12月24日に結婚していた事を公表。2016年2月28日に披露宴を実施。同年9月21日、男児を出産。2018年4月23日に復帰。
2019年1月より報道部に異動。

## 過去の担当番組

### テレビ番組
- ユーガッタ!CBC （不明 - 2006年3月、「行ってきまーす!」担当 → 中継担当）
- 晴れドキ（不明 - 2008年3月、「青木まなのグルメキングダム」担当 → 司会）
- サンデードラゴンズ（2001年10月 - 2006年3月、サブ司会）
- ニュースな日曜日（2003年4月 - 2006年3月、サブキャスター）
- がんばれ!ペナキッズ（2007年4月 - 2008年3月、ナレーター）
- イッポウ（2006年4月 - 2013年3月、月曜・金曜サブキャスター）
- ゴゴスマ -GO GO!Smile!-（2013年4月- 2016年　木曜リポーター、2014年3月までは金曜リポーターを担当）
- JNNニュース　愛知ローカルパート
- チャント!（2025年1月27日、リポーター）

### ラジオ番組
- 久野誠のドラゴンズワールド（木曜秘書役）
- 小堀勝啓の心にブギウギ! （「暮らしの知恵袋」月曜リポーター）
- ツー快!お昼ドキッ（2006年4月 - 2009年4月、水曜パーソナリティ）
- 中西直輝のきく!ラジオ（2008年3月 - 2009年3月、月曜アシスタント）
- サウンド・アスリート（2009年10月 - 2010年3月、金曜パーソナリティ）
- つボイノリオの聞けば聞くほど（2008年9月 - 、「小高をユタカにする方法」月曜担当 → 2010年4月以降は火曜担当）
- とくモリ! （2009年4月 - 、月曜アシスタント → 2009年7月以降は金曜アシスタント）
- きく!ラジオ（2009年4月 - 、月曜アシスタント → 2009年7月以降は金曜アシスタント）
- 多田しげおの気分爽快!!朝からP・O・N（2013年4月 - 2013年9月、水曜アシスタント）
- 北野誠のズバリ（2012年4月 - 2016年　月・火曜日アシスタント）

## 学生時代の担当番組
- ワールドビジネスサテライト（1998年1月 - 3月、月曜 - 水曜天気担当）
- ニュースモーニングサテライト（1999年4月 - 9月、月曜 - 水曜天気担当）